# Полонський повіт
Полонський повіт (також Павлівський) — адміністративно-територіальна одиниця Волинської губернії, утворена в 1921 році. Повітовий центр — містечко Полонне.

## Історія
Повіт було утворено у березні 1921 року шляхом розукрупнення Житомирського, Новоград-Волинського та Ізяславського повітів. Від Житомирського повіту було відокремлено 4 волості (Краснопільська, Красносільска, Мотовилівська і Чуднівська), від Новоград-Волинського — 8 волостей (уся південна частина повіту: Воробіївська (Кустовецька), Деревицька, Любарська, Миропільська, Новочарторийська, Остропільська, Полонська і Романівська), від Ізяславського — 2 волості (Лабунська і Хролинська).
На півночі повіт межував з Новоград-Волинським, на північному сході та сході із Житомирським, на заході із Ізяславськими повітами Волинської губернії, на півдні — із Подільською губернією.
Повіт проіснував до 7 березня 1923 року, коли було скасовано повітовий устрій. Територія повіту увійшла до складу Шепетівської та Житомирської округ.

## Адміністративний устрій
Повіт складався із 14 волостей — Деревицької, Краснопільської, Красносільської, Кустовецької, Лабунської, Любарської, Миропільської, Мотовилівської, Ново-Чарторийської, Остропільської, Полонської, Романівської, Хролинської та Чуднівської.
До складу повіту входило 566 населених пунктів: 9 містечок (у тому числі повітовий центр) та 557 інших населених пунктів — села, колонії, хутори, урочища.